# Al-Chabura
Al-Chabura (arab. الخابورة) – miasto w Omanie, nad Zatoką Omańską, położone w muhafazie Szamal al-Batina. Według spisu ludności w 2020 roku liczyło ponad 63,7 tys. mieszkańców. Jest siedzibą administracyjną wilajetu Al-Chabura, który w 2020 roku liczył 78,8 tys. mieszkańców.